# 川下将勲
川下 将勲（かわしも まさひろ、2005年4月3日 - ）は、北海道函館市出身のプロ野球選手（投手・育成選手）。埼玉西武ライオンズ所属。

## 経歴

### プロ入り前
函館市立南本通小学校4年生のときに『千代田ビクトリーズ』で野球を始め、5年生から本格的に投手になった。函館市立本通中学校では軟式野球部でプレー。
函館大有斗高校では1年秋からベンチ入り。入学当時の体重は55kgで球速も120km/hに届かなかったが、2年春から監督に就任した片口伸之との出会いが転機となり、食事とトレーニングに力を入れると、体重が17kg増加。3年時に目覚ましい成長を遂げ、春の最速は134km/hであったが、夏に142km/hを計測した。大会での実績は、2年秋から3季連続で全道大会に進出。3年春からは背番号1を付け、3年夏は南北海道大会準々決勝で北海道栄に敗れた。甲子園出場経験はなし。
2023年10月26日に開催されたドラフト会議にて、埼玉西武ライオンズから育成3位指名を受けた。11月11日に支度金350万円・年俸280万円（金額はいずれも推定）で入団に内諾した。背番号は129。

### 西武時代
2024年はイースタン・リーグでの登板はなかった。

## 選手としての特徴
2450回転を計測した力のあるストレートが武器。高校時代の最速は142km/h。
変化球はカーブ、チェンジアップなどを操る。

## 詳細情報

### 背番号
- 129（2024年[8] - ）